# 12861 Wacker
12861 Wacker eller 1998 KW33 är en asteroid i huvudbältet som upptäcktes den 22 maj 1998 av LINEAR i Socorro County, New Mexico. Den är uppkallad efter David Hubbell Wacker.